# Сангушко, Роман Фёдорович
Князь Рома́н Фёдорович Сангу́шко (1537 — 12 мая 1571) — военный и государственный деятель Великого княжества Литовского, воевода брацлавский, гетман польный литовский (1569—1571). Глава несухоижской ветви рода Сангушко.

## Биография

Герб князей Сангушко

### Детство и юность
Отец Романа Сангушко, князь Фёдор Андреевич был маршалком Волынской земли и старостой брацлавским и винницким. Мать — Анна из рода Бранковичей. Он был вторым сыном (из трёх). Старшим братом его был Дмитрий Сангушко, староста житомирской, черкасской и каневский. Таким образом, уже в молодом возрасте Сангушко занимали важные государственные должности.
Судьба мужчин из семьи князей Сангушко была несчастной, — они умирали молодыми. В молодом возрасте в 1517 году умер дядя Романа Фёдоровича — Роман Андреевич Сангушко, староста брацлавский, винницкий и звенигородский. Относительно молодым умер и отец Романа Сангушко в 1547 году, а мать Романа — Анна, вскоре вышла замуж за князя Николая Андреевича Збаражского, также магната с Волыни.
Роман Сангушко получил воспитание при королевском дворе. Король Сигизмунд Август в 1567 году, писал о Сангушко в одном из своих привилеев (грамот), что он «почти со своего детства … взят в наши покои». Много времени юноша посвящал военной службе, в которой потом прославился. В 17 лет Роман Сангушко, после трагической смерти старшего брата, становится главой семьи. Одновременно во главе своего личного военного отряда, набранного из шляхты из поместий семьи Сангушко, Роман Сангушко с 1555 года поступает на службу согласно универсалам короля. В том же году Сангушко направляется в Киев под командование гетмана Николая Радзивилла Рыжего, чтобы защищать город от возможного нападения войск Русского царства, поскольку в Великом княжестве Литовском считали, что царь Иван IV может в любой момент начать войну. В следующем году Роман Сангушко со своим отрядом проходил службу под командованием князя Константина Василия Острожского, предводителя Волынской земли, и в октябре 1556 года был отпущен со службы с похвалой от князя Константина Острожского.

### Начало военное карьеры
Уже в феврале 1557 года великий князь Сигизмунд Август назначил Романа Сангушко старостой житомирским, и он находился в Житомирском замке и готовил его к возможной защите. На военную экспедицию в Лифляндию (Ливонию) Сангушко в том же году отправил роту набранных на службу солдат, а сам остался в Житомирской замке и формировал гарнизон замка. В январе 1558 года Роман Сангушко принял участие в отпоре нападения крымских татар на Подолье, находившееся под командованием Григория Ходкевича, в то время — киевского воеводы. Отряд Романа Сангушко участвовал в нескольких боях с крымскими татарами, отбивая у них «ясырь» (захваченных в плен для продажи в рабство русских крестьян).
В конце 1558 — начале 1559 года Роман Сангушко находился в гостях у киевского воеводы Григория Александровича Ходкевича в его имении Харошы на Подляшье (недалеко от Белостока). Тут Роман Сангушко женился на его дочери Александре. В последующие годы он оставался в Житомире. Осенью 1561 года ему пришлось заниматься восстановлением деревянного замка в Житомире, который сгорел в результате поджога.
Летом 1561 года Сангушко принимал участие в военной компании в Инфлянтах во главе своего отряда, действовавшего у реки Западная Двина. Потом его отряд был перекинут на Подолье, которой угрожало новое вторжение крымских татар.
В мае-июне 1563 года Роман Сангушко участвовал в работе сейма Великого княжества Литовского, на котором одним из главных вопросов было финансирование нужд на войну с Русским государством и набор войска.
19 июня 1563 года вместе с другими членами великокняжеской совета он подписал постановление о созыве войска на чрезвычайную перепись (осмотр со всеобщей переписью) около Крево. После переписи войско должно было идти на Полоцк, чтобы отбить его у русских. Осенью 1563 года Сангушко со своей ротой остался в Белоруссии. Он подчинялся гетману великому Николаю Радзивиллу Рыжему и гетману Григорию Ходкевичу. Вместе с гетманом Роман Сангушко во главе своих рыцарей участвовал в победной битве около Уллы на Иванских полях, под Чашниками 26 января 1564 года, в которой 10-тысячное литовское войско разгромило 30-тысячную армию князя Петра Шуйского (по другой версии 6 тысячное против 18-тысячного). В Полоцк вернулось только 5 тысяч беженцев. В битве у Уллы Роман Сангушко командовал конной ротой, которая насчитывала 200 всадников, и был отмечен как один из командиров среднего ранга, которые отличились в ходе битвы. Далее на протяжении 1564 и 1565 годов Роман Сангушко снова находился в Житомире, чтобы защищать город и замок от нападений крымских татар, которые шли на Волынь во главе с ханом Девлетом I Гиреем.

### Брацлавский воевода
За военные заслуги князь Роман Сангушко был награждён. 25 марта 1566 года сейм Великого княжества Литовского в Вильне принял постановление о новом административно-территориальном делении государства с образованием новых воеводств и уездов. Винницкое и Брацлавское образовали новое воеводство, которое сначала называлось Брацлавским и Винницким, однако вскоре название сократилось до Брацлавского. 30 марта 1566 года своей привилегией великий князь Сигизмунд Август назначил на должность первого брацлавского воеводы Романа Сангушко.
В своём привилее Сигизмунд Август писал, что Роман Сангушко, «бывая много раз в великих битвах, мужественно против неприятеля нашего боролся, не щадил здоровья с проливанием крови своей, делал то, что истинному и верному рыцарю и роду княжескому надлежало делать». Одновременно князь Роман получил в своё владение двор в Виннице и несколько деревень на территории воеводства. Теперь полномочия Романа Сангушко расширялись, и он занимался укреплением замков в воеводстве для безопасности от нападений крымских татар и также соблюдением порядка на территории всего Брацлавского воеводства.
В это время удачно складывалась карьера тестя Сангушко, Григория Александровича Ходкевича, который с должности гетмана польного был назначен в начале 1566 года на должность великого гетмана. Это поспособствовало и карьере зятя. В конце 1566 — начале 1567 года Роман Сангушко находился в Гродно, где проходили совещания сейма Великого княжества Литовского. Сангушко с другими панами рядными 26 декабря 1566 года ратифицировал диплом короля Сигизмунда Августа о включении Инфлянтов (Ливонии) в состав Великого княжества Литовского, поскольку каждое изменение государственных границ требовало обязательного решения панов совета — высшего постоянного государственного органа. 26 февраля 1567 года великий князь Литовского государства Сигизмунд Август разослал для всех войсковых командиров свой универсал, в котором сообщал, что поручил Роману Сангушко дела гетмана дворного. Это не было назначением на должность, но означало исполнение обязанностей (в официальных документах Сангушко назывался «исполнителем гетманства дворного»).

### Война с Россией
Гетман Григорий Ходкевич вызвал Сангушко в армию для ведения боевых действий. Весной 1567 года Сангушко уже был в Лукомле, чтобы оттуда следить за действиями войск Ивана Грозного и предотвращать их попытки строить замки на занятой территории на юг от захваченного ими в 1563 году Полоцка. В мае 1567 года Роман Сангушко, по приказу Ходкевича, возглавил все литовские отряды, которые находились в Витебском воеводстве и перенёс свою штаб-квартиру в Чашники. В это время под его наблюдением шло строительство и укрепление оборонительных замков в Чашниках, Туровле и на реке Сорице. Из этих крепостей должны были наступать литовские войска, чтобы отвоевать Полоцк от войск царя Ивана Грозного. Отсюда направлялись в сторону неприятеля отряды военной разведки. От гетмана наивысшего Григория Ходкевича он получал подкрепления и сведения о движениях врага в других местностях.
Военная разведка была необходима, так как по числу воинов литовское войско было значительно меньше, чем русское. В театре военных действий в северо-восточной части Белоруссии летом 1567 года находился отряд, численностью 1350 человек конницы и 550 пехоты под началом князя Романа Сангушко, который применял тактику неожиданных упреждающих ударов после усердной и скрытой разведки, вопреки распространённой тогда тактике дневных сражений со всеми признаками открытого выхода войск на боевые позиции в широком поле. Такая тактика Романа Сангушко при меньших, чем у неприятеля, силах начала приносить успехи.
В июле 1567 года русские воеводы князь Пётр Семёнович Оболенский-Серебряный, боярин Колычёв и князь Юрий Иванович Токмаков вместе со служилым татарским царевичем Амуратом выступили с царскими войсками и татарским войском из Полоцка и перешли Двину, чтобы обеспечить постройку крепости Суша (к югу от Полоцка) на острове, на озере с тем же названием. Часть российских войск во главе с Юрием Токмаковым заняла остров и начала строить на ней крепость. Другие силы остановились неподалёку в полевом лагере в урочище Суша. Роман Сангушко провёл разведку и, собрав чуть более 2 тысяч солдат, отправился с ними в поход на русскую армию, в четыре раза большую, чем его армия — по сообщению хрониста М. Бельского, «20 дня июля, имея определённые сведения от очевидцев об армии московской, которых было с татарами 8000, следовавших из Чашников к ним».
На рассвете 21 июля пришёл Роман Сангушко на Иванские поля, поблизости от лагеря русских войск. Здесь разыгралось сражение. Сначала его солдаты лёгкой конницы (казаки) напали на передовую стражу в 100 всадников и разгромили их. Потом внезапно напали на лагерь, пехота быстро раскинула деревянную ограду, а кавалерия, не дав возможности русским войскам построиться в боевые порядки, ворвались в лагерь. За короткое время русское войско было почти полностью разгромлено. Много неприятельских воинов было взято в плен, был захвачен обоз и освобождены из плена солдаты своей армии и мирные жители, в основном крестьяне, пленённые во время похода из Полоцка.
Поражение князя Петра Оболенского-Серебряного и царевича Амурата не изменило намерений Юрия Токмакова построить крепость на озере Суша. Сангушко попытался заблокировать Токмакова на острове, но он не имел артиллерии. Поэтому Сангушко перешёл к долгосрочной осаде неприятеля и старался не допустить прихода подкрепления к Токмакову из Полоцка.
В середине сентября 1567 года князь Роман узнал от своей разведки о новом русском войске, которое было направлено из Полоцка к Суше. Этим войском руководил воевода князь Осип Щербатый и его заместитель князь Юрий Барятинский; всего русских воинов было 6 тысяч человек. Вместе с ними шёл 3-тысячный татарский отряд Сэит-Мурзы.
Русско-татарское войско шло маршем из крепости Уллы в крепость Сушу с большим обозом, в котором были и запасы продовольствия для войска Токмакова. Сангушко и на этот раз после точной разведки со своим теперь уже 3-тысячным войском неожиданно напал на неприятеля, который был разгромлен в коротком бою. Оба воеводы, Осип Щербатый и Юрий Барятинский, были взяты в плен, а весь обоз из 1300 возов взят в качестве трофея.
После этой победы в сентябре 1567 года Роман Сангушко вместе с отрядом кастеляна полоцкого Юрия Зеновича снова осадил крепость Сушу, но взять её не смог из-за отсутствия пушек и ограничился осадой крепости. Одновременно Сангушко занимался обеспечением своей армии и добивался от великокняжеской власти денег для выплаты их армии за службу. Руководил он и строительством крепости в Вороничах. Поскольку в государственном бюджете Великого княжества Литовского денег не хватало, Сангушко одолжил ещё 15 августа 120 копов грошей литовских под залог своего имения Дольска (возле Припяти).
В октябре 1567 года Роман Сангушко выехал в главный лагерь литовского войска под Лебедевым (недалеко от Молодечно), где великий князь собирал армию для наступления против русских войск. Тут была проведена перепись этого земского войска (ополчения), которое состояло из примерно 35 тысячи человек, из них 27 776 всадников, 5694 солдат-пехотинцев и 1518 человек пешей шляхты. Кроме того, великий князь Сигизмунд Август имел ещё 12 тысяч надворного войска. Сангушко выставил в земское войско из своих имений 100 всадников и 50 драбов-пехотинцев с ружьями. Два месяца армия стояла у Лебедева, а затем в Радошковичах. Сигизмунд Август не поддержал решительных действий, поскольку решалось важное государственное дело: готовилась объединение Польши и Литовского государства. Делегаты польского сейма прибыли в военный лагерь с предложением о государственной унии Польши и Великого княжества Литовского, а шляхта, которая собралась в ополчении, в качестве полевого сейма решала этот вопрос. Потом войска Великого княжества Литовского разделилась: 12 тысяч с великим князем пошли в Койданово в качестве резерва, остальная армия перешла в Борисов и его окрестности.
В 1567 году за его военные заслуги великий князь Сигизмунд Август наградил Романа Сангушко деревнями Черньча, Городок и Козлиничи в Луцком повете.
В январе 1568 года войско Великого княжества Литовского во главе с гетманом лифляндским и маршалом земским Яном Ходкевичем направилось к русской крепости Улле на Двине, но взять её не смогло. К окружённому гарнизону пришла подмога из Полоцка. Штурм 2 марта 1568 года результатов не принёс. Пришлось снять осаду и отойти. В это время Роман Сангушко занимался постройкой и обеспечением боеприпасами замков в Дрысе, Лепеле, Лукомле, Чашниках, Вороничах и Кривине. Резиденция его располагалась в Чашниках, куда он получал для замков пушки, которые присылал ему Григорий Ходкевич из Борисова. Как награду за свою воинскую службу Роман Сангушко 20 марта 1568 года получил Речицкое староство.
Весной 1568 года Сангушко снова отправились на фронт и командовал всеми войсками на севере Белоруссии. Основной его задачей было препятствовать строительству крепости на занятой войсками Русского государства территории, чтобы не дать им закрепиться здесь. Он продолжал набирать солдат в конное войско, но в государственной казне не хватало денег и Сангушко имел постоянные трудности с выплатой денег армии. Одновременно князь Роман доставлял продовольствие в Витебск и Сураж, благодаря помощи мещан и местной знати.

### Люблинская уния
13 марта виленский воевода Николай Рыжий Радзивилл пригласил Романа Сангушко прибыть в Вильну на совещание об унии с Польшей. Сангушко ответил в письме, что готов приехать, но не сообщил, какую позицию он занимает. В марте 1569 года жители Брацлавского воеводства обратились к Роману Фёдоровичу Сангушко как к своему воеводе в связи с проектом Люблинского сейма по отделению Брацлавского воеводства от Великого княжества Литовского и инкорпорации в состав Польши. Они были готовы выступить с оружием против такой интеграции. А в это время король Сигизмунд Август призвал его прибыть в Люблин. 4 апреля 1569 года Роман Сангушко ответил королю, что не может приехать из-за плохого состояния здоровья и плохих дорог, которые весной стали непролазными.
Король и великий князь Сигизмунд Август 26 апреля 1569 года издал акт о присоединении Волынской земли к Польше, сейм это утвердил 26 мая 1569 года. 28 мая 1569 года в Люблин приехал и Роман Сангушко. 1 июня Сангушко выступил на сейме и заявил о готовности принять присягу на верность Короне при условии, что шляхта Волыни и Брацлавского воеводства сохранит свои привилегии.
Сангушко принёс присягу Польской короне как владелец поместий на Волыни и как брацлавский воевода. После этого он занял место в Сенате. 2 июля 1569 года Сангушко принёс присягу Великому княжеству Литовскому как польский сенатор и добавив свою печать к акту Люблинской унии. Такая его позиция вызвала возмущение других панов рад Великого княжества Литовского и ухудшило его отношения с ними. Переход на позиции согласия с унией он объяснял военным положением и угрозой потери независимости Великого княжества Литовского через возможное завоевание её территории Русским царством. Одновременно заключение унии с Польшей давало Великому княжеству Литовскому шанс использовать польские войска в войне, не собирая специальных денежных налогов на их содержание. Это давало возможность вернуть захваченные русскими территории в Полоцком воеводстве и Инфлянте. В ходе обсуждения вопроса о заключении мира с Русским государством Роман Сангушко выступил против этого плана и за продолжение войны, особенно когда крымский хан начал походы вглубь территории России, а также из-за враждебных к Ивану Грозному отношений Швеции и Дании, также вовлеченных в конфликт из-за Инфляндии.

### Последние годы жизни
Роман Сангушко пользовался уважением у современников как «муж трезвый и военном деле хорошо опытный». Его военные успехи были результатом применения им тактики нерегулярной войны, внезапных ударов по противнику малыми силами и после хорошо организованной разведки.
После Люблинского сейма Роман Сангушко несколько месяцев находился в своих имениях на Волыни, главным образом в Несухаежах. Как раз в это время король Сигизмунд II Август издал в Книшине привилей об официальном придании князю Роману Фёдоровичу Сангушко достоинства гетмана дворного Великого княжества Литовского, должность которую Сангушко фактически занимал уже несколько лет. В декабре 1569 года Сангушко вновь посетил замки в Полоцком воеводстве. 25 декабря 1569 года он сообщал Сигизмунду Августу, что взял штурмом замок на Тётче, на пути, который соединял замок Туровлю, занятый русскими, с Полоцком. В феврале 1570 года вернулся с фронта на Волынь, получив известие о смерти жены. Весь 1570 год провёл в своих имениях на Волыни. Весной 1571 года Сангушко ездил в Варшаву и, когда возвращался назад, заболел «горячкой» и остановился в Ружанах (на реке Нарев), 10 мая 1571 года он продиктовал завещание, a 12 мая скончался. Был похоронен по семейной традиции в церкви святого Николая в Мильцах на Волыни.

## Источник
- Marcin Spórna. Słownik najsłynniejszych wodzów i dowódców polskich. Kraków 2006. ISBN 83-7435-094-6
- Mariusz Machynia. Sanguszko (Sanguszkowicz) Roman, kniaź z linii niesuchojesko-łokackiej (ok. 1537—1571) / Polski Słownik Biograficzny. — Wrocław — Warszawa — Kraków: Zakład Narodowy Imienia Ossolińskich Wydawnictwo Polskiej Akademii Nauk, 1993.— Tom XXXIV/4. — Zeszyt 143.— S. 500—505 (пол.).